# Mircea Crișan
Mircea Crișan (n. 8 august 1924, Maramureș, România – d. 22 noiembrie 2013, Düsseldorf, Germania, Mauriciu Kraus) a fost un actor, cabaretist, regizor și umorist, celebru în România anilor 1950-1960 și în Germania restul vieții.

## Biografie
Evreu născut în România (într-un vagon de tren care traversa Maramureșul) și declarat la oficiul stării civile la 9 august).
Când era copil, mergea în turneu cu părinții (angajați la un parc de distracții ambulant).
La 19 ani s-a angajat ca vânzător de mezeluri și, tot pe-atunci, a debutat mai mult figurant decât ca actor, la Teatrul Barașeum, actualmente Teatrul Evreiesc de Stat, în spectacolul Lozul cel mare de Sholem Aleichem. A studiat apoi la Conservatorul de Artă Dramatică, clasa Maria Filotti (1944-1946).
După absolvire a jucat la Teatrul Armatei, la Teatrul Savoy, la Teatrul de Estradă, în spectacole de varietăți alături de actorii Nicolae Stroe, Gogu Trestian, Ion Antonescu-Cărăbuș, Horia Căciulescu, Zizi Șerban, Elena Burmaz, Tanți Căpățână, Puiu Călinescu. Multe din textele din perioada din România au fost compuse în colaborare cu Alexandru Mandi.
În 1968, cu ocazia unui turneu la Paris la teatrul Olympia, a rămas în Occident și s-a stabilit ulterior în Germania, unde a început să-și scrie numele Mircea Krishan.
În Germania a colaborat, sub acest nume, cu mulți artiști de scenă cunoscuți, între care Rudi Carell și Gisela Schlüter.
În 1995 Mircea Crișan a venit în România pentru a lansa caseta De la Crișan… adunate, în cadrul unui spectacol cu invitați deosebiți: Angela Similea, Valerica Mihali, Doina Moroșanu, Sorina Dan și Cătălin Crișan.
Mircea Crișan și-a petrecut ultimii ani de viață internat într-un azil pentru vârstnici din Düsseldorf, suferind de boala Alzheimer. A fost înmormântat în cimitirul evreiesc din Düsseldorf.

## Premii
- Luni, 23 aprilie 2007, la Sibiu, UNITER i-a oferit lui Mircea Crișan Premiul special pentru teatru de revistă[13] pentru anul 2006.[5]

## Distincții
- titlul de Artist Emerit al Republicii Populare Romîne (18 august 1964) „pentru merite deosebite în activitatea desfășurată în domeniul teatrului, muzicii, artelor plastice și cinematografiei”[14]

## Filmografie

### Actor

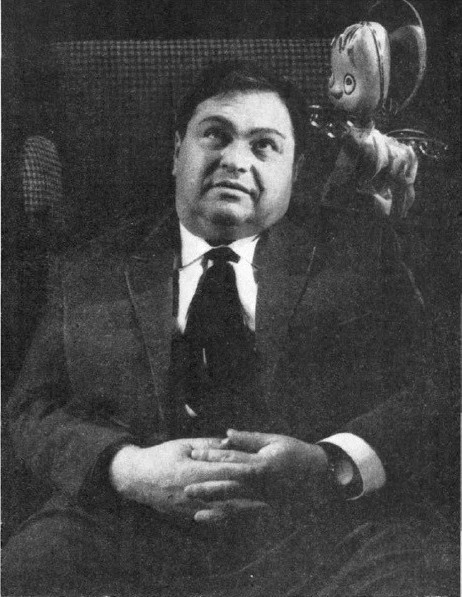
Actorul Mircea Crișan discutând cu „îngerul bunelor intenții” (1964)

- 1954: ...Și Ilie face sport – Ilie N. Ilie
- 1965: Mofturi 1900[15]
- 1966: Faust XX
- 1967: Șeful sectorului suflete – Costică
- 1967: Maiorul și moartea
- 1968: Corigența domnului profesor
- 1970: Rudi Carrell Show
- 1974: Am laufenden Band
- 1974: Tatort
- 1975: Zwischenmahlzeit
- 1976: Derrick
- 1978: St. Pauli Landungsbrücken
- 1990: Werner – Beinhart!
- 1992: Schtonk!
- 1993: Die Männer vom K3
- 1998: Die Wache
- 2001: Polizeiruf 110
- 2002: Großstadtrevier
- 2004: Wie im Himmel

### Scenarist
- 1954: ...Și Ilie face sport – în colaboarre cu Alexandru Andy